# 蠑螺島
蠑螺島（さざえしま）は、長崎県五島市にある島である。

## 概要
福江島の福江港から東へ約4.3kmに位置する無人島。

五島列島